# کوه دارآباد
کوه دارآباد یا مونگچال، کوهی در شمال شرق تهران است. این کوه چهارمین کوه بلند تهران است؛ که ۳۱۶۷ متر ارتفاع دارد.

## کوهنوردی
ابتدای این مسیر، محلهٔ دارآباد در شمال شرقی شمیران است. پس از لحظاتی کوهپیمایی به کافه ای کوهستانی می‌رسیم. در ادامه، مسیر مشخصی در بالادست شرقی رودخانه به سمت شمال امتداد می‌یابد. سپس، مسیر به ابتدای دره کوچکی در سمت شرق می‌رسد. در ادامه، مسیر در شیب تندی (یال شن سیاه) رو به شمال شرقی امتداد یافته و پس از حدود دو ساعت بر لبه یال جنوبی قله می‌رسد و از آنجا رو به شمال و روی یال با شیب ملایم به قله دارآباد (۳۱۶۷ متر) می‌رسد.